# Cédric Van Branteghem
Cédric Van Branteghem (Gand, 13 marzo 1979) è un ex velocista belga.

## Palmarès
| Anno | Manifestazione   | Sede       | Evento      | Risultato | Prestazione | Note             |
| ---- | ---------------- | ---------- | ----------- | --------- | ----------- | ---------------- |
| 2001 | Europei under 23 | Amsterdam  | 400 m piani | Batteria  | 47'65"      |                  |
| 2002 | Europei          | Monaco     | 400 m piani | 6º        | 45'95"      |                  |
| 2005 | Universiadi      | Smirne     | 400 m piani | 4º        | 46'17"      |                  |
| 2008 | Giochi olimpici  | Pechino    | 4×400 m     | 4º        | 2'59"37     | Record nazionale |
| 2009 | Mondiali         | Berlino    | 400 m piani | Batteria  | 45"94       |                  |
| 2009 | Mondiali         | Berlino    | 4×400 m     | 4º        | 3'01"88     |                  |
| 2010 | Mondiali indoor  | Doha       | 4×400 m     | Argento   | 3'06"94     |                  |
| 2010 | Europei          | Barcellona | 4×400 m     | Bronzo    | 3'02"60     |                  |

## Onorificenze
- Gouden Spike (2002, 2003)